# Svatba (Šeligo)
Svatba je dramsko delo Rudija Šeliga, izdano leta 1980.

## Osebe
- Lenka
- Jurij
- Shizofrenik
- Taja, ločenka
- Ciganka
- Korbarjeva, Grobarjeva bivša žena
- Grobar
- Žagar
- Upokojeni miličnik

## Vsebina
1. dejanje: Nedelja popoldne je, prazen čas, izgubljenci posedajo v svojem podpodnem zbirališču. Odnosi med njimi so polni surovosti in sovraštva, vsak na drugih izživlja svoj bes nad bednim življenjem. Korbarjeva sovraži bivšega moža, ker ji je (po nesreči?) ubil otroka, Grobar je ljubosumen na Miličnika, ki jih vse pozna iz svojih službenih let, Grobarja zaradi kraje, Tajo zaradi mamil, Shizofrenika zaradi potepuštva itn., pa tudi sam ima toliko masla na glavi, da so ga na hitro upokojili. V družbo prideta Jurij in Lenka; tudi danes, kot že tolikokrat, sta šla v župnišče prosit, da bi ju poročili, zelo se ljubita in si želita otroka. Ker pa sta oba zaostala, jima poroke ne dovoli ne cerkvena ne svetna oblast. Taji se smilita, prepričuje ju, da zakon ni nič, naj venadr naredita po svoje. A Lenki se to zdi nemogoče, rada bi bila taka, kot oni - čeprav tudi ona nekaj zna, lahko da roko v ogenj, pa je nič ne speče! Lenka ponosno pokaže svojo čarovnijo. Družbo obide misel, da bi norčka sami poročili - nekaj zabave bo in sploh, le zakaj bi bili uradniki kaj več od njih?
2. dejanje: Izgubljenci mladi par v njunem brlogu groteskno pripravljajo na poroko. Ubožca sta prestrašena, a tarejo ju skrbi: zdaj ne bosta več božja otroka, normalna bosta, normalen človek pa mora sam skrbeti zase, miloščine ne bo več, Jurij bo moral v službo. sledi »poroka« po starih slovenskih običajih, z brno in bosmano, ki ga Grobar sadistično razkosa, kot bi klal otroka.
3. dejanje: Druščina tira zabavo naprej in postaja zmeromm bolj sadistična. Lenka in Jurij naj bi postala spodobna, snažna, koristna itn., Lenka mora v šolo, Jurij v službo, če ne, bodo poroko kar preklicali. Korbarjeva in Taja uporabljata svoj brlog za skrivanje denarja in mamil, Grobar in Miličnik ubožca terorizirata in smešita, dokler Grobar surovo ne pove, da je bilo vse skupaj blef. Lenko prevzame panika, skuša jih omehčati s svojo umetnijo; a je zbegana, nesrečna, se ne more zbrati, zato se čarovnija ne posreči in Lenka omahne z opečeno roko. Ko jo še sadistično prepričajo, da je Jurij njen brat, Lenka spozna, da ne bosta nikoli poročena, nikoli ne bosta imela sina, ki bo kot kraljevič Marko, in od brezupa umre.
4. dejanje: Spet je nedelja, druščina je spet v podpodju, še bolj izgubljena in s slabo vestjo, zato so vsi še surovejši drug do drugega. Taja je napol nora od abstinenčne krize, Miličnik oponaša Grobarju, da je mrličem pulil zlate zobe, Grobar Miličniku, da je sodeloval v tatinski verigi, zmerjajo se vsevprek. Histerija sovraštva narašča, dokler pobesenli Žagar za prazen nič ne zakolje Shizofrenika. Zdaj Miličnik doživi svojih pet minut, s pištolo prisili vse, da se ne ganejo, le Taja, ki jo je bil Grobar surovo udaril, okrvavljena leži na tleh. Tedaj vstopi Jurij z vrčkom piva v roki; ko zagleda Tajo, gre k njej: »Vstani, ni treba, da ležiš na tleh, nevesta!«